# جیمیسون جونز
جیمیسون جونز (انگلیسی: Jamison Jones؛ زادهٔ ۱۵ فوریه ۱۹۶۹) یک فیلم‌نامه‌نویس، تهیه‌کننده، و بازیگر سینما اهل ایالات متحده آمریکا است. وی از سال ۱۹۹۰ میلادی تاکنون مشغول فعالیت بوده‌است.